# مائوئیسم
مائوئیسم برداشت سیاستمدار انقلابی و تئوریسین حزب کمونیست چین مائو تسه تونگ (زادهٔ ۱۸۹۳ – درگذشتهٔ ۱۹۷۶) از مارکسیسم بود که جمهوری خلق چین را در سال ۱۹۴۹ با شکست دادن نیروهای چیانگ کای شک رئیس‌جمهور وقت چین بنیان گذاشت.
مائوئیسم به نقش برجسته دهقانان و روستائیان در انقلاب کارگری و بر اهمیت فرهنگ به‌عنوان عنصری که می‌تواند بر اقتصاد سوسیالیستی تأثیر بگذارد تأکید می‌کرد.
با وجود آنکه حزب کمونیست چین در سال ۱۹۲۱ تأسیس شد، عقاید سوسیالیستی در چین قبل آن هم رایج بوده‌است. عقاید سوسیالیستی در اواخر قرن ۱۹ وارد چین شدند و در سال ۱۹۰۷، کمونیسم آنارشیستی شکل غالب عقاید سوسیالیستی در چین بود.

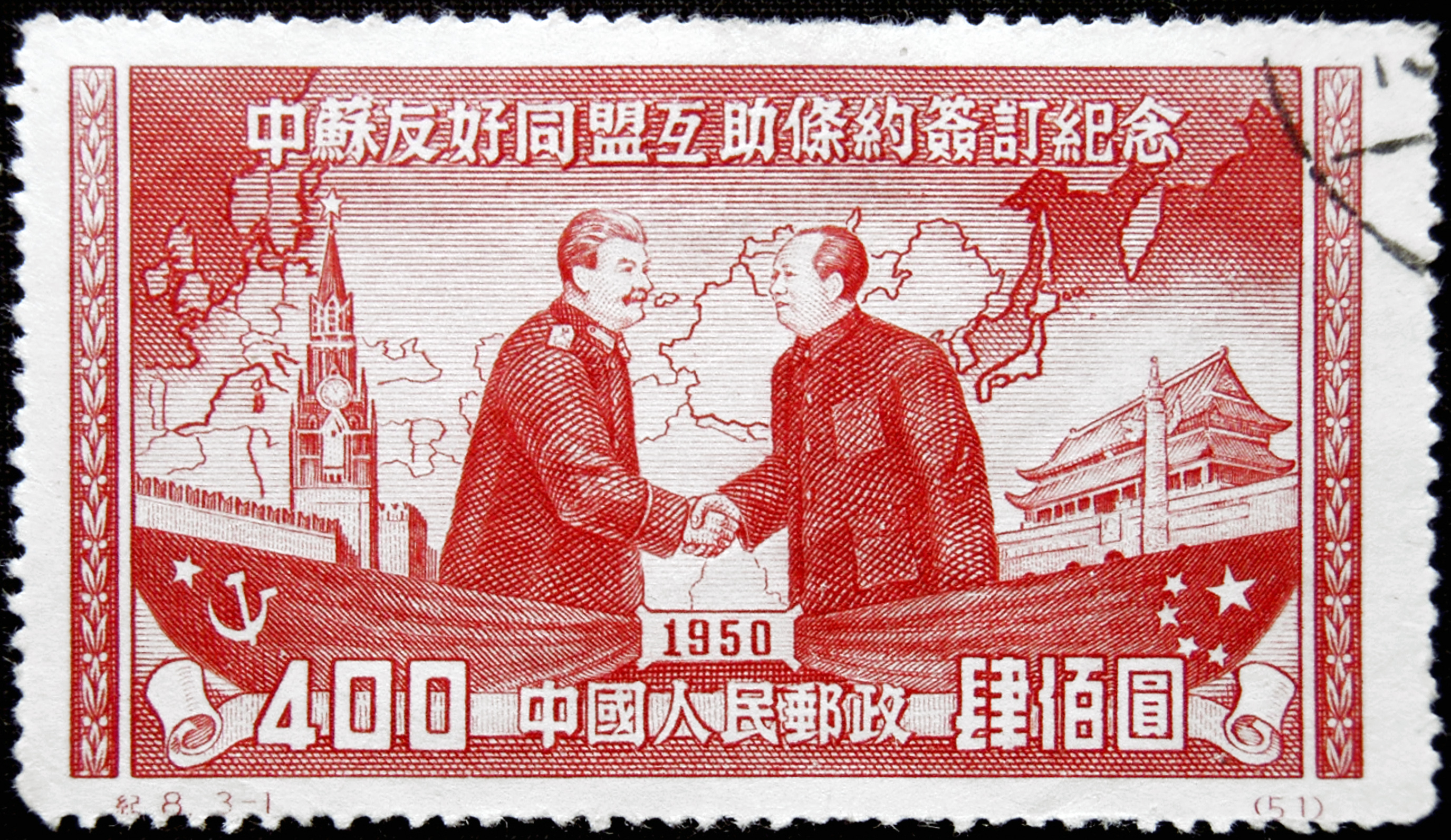
تمبر چاپ شده در جمهوری خلق چین که در آن نقشی از دست دادن مائو و استالین، رهبران کمونیست چین و شوروی، کشیده شده‌است.

پس از مرگ استالین در سال ۱۹۵۳، رهبر جدید شوروی نیکیتا خروشچف جنایات استالین و کیش شخصیت وی را محکوم کرد. او بر لزوم بازگشت به تفکرات لنین و ایجاد تغییرات در روش‌های کمونیستی تأکید کرد. با این وجود، اصلاحات خروشچف بر تفاوت‌های ایدئولوژیکی میان جمهوری خلق چین و شوروی دامن زد که این امر دهه ۱۹۶۰ کاملاً آشکار شد. اختلاف چین و شوروی در جنبش کمونیسم بین‌المللی، به خصومت آشکار مبدل شد و چین خود را رهبر جهان در حال توسعه معرفی کرد که در برابر او دو ابرقدرت یعنی شوروی و آمریکا ایستادگی می‌کند.
احزاب و گروه‌هایی که از حزب کمونیست چین حمایت می‌کردند در انتقاد از رهبری شوروی خود را ضد تجدید گراً معرفی کرده و حزب کمونیست شوروی و احزاب متحد با آن را» سرمایه داران تجدید گرا خواندند. اختلاف چین و شوروی باعث ایجاد اختلاف و تفرقه میان احزاب کمونیستی سراسر جهان گردید. به خصوص، حزب کار آلبانی از جمهوری خلق چین حمایت کرد. حزب کمونیست چین تحت رهبری مائو به نیروی کمونیسم بین‌المللی تبدیل شد. ایدئولوژی حزب کمونیست چین، اندیشه مائو (یا همان «مائوئیسم») توسط بسیاری از گروه‌ها و احزاب مورد پذیرش قرار گرفت.
یکی از مثال‌های بارز دیگاه مائوئیستی انقلاب تساوی طلب که در لوای مفهوم دموکراسی جدید مائو مطرح شد کامبوج دموکراتیک بود که توسط خمرهای سرخ و تا حدی پول پوت اداره می‌شد. چین و کره شمالی تنها دول کمونیستی بودند که دولت خمرهای سرخ با آن‌ها در ارتباط مستقیم بود. خمرهای سرخ در حمله ویتنامی‌ها سرنگون شدند و چین شورشیان خمرهای سرخ را مسلح کرد.
پس از مرگ مائو و به قدرت رسیدن تنگ شیائوپنگ، جنبش بین‌المللی مائوئیسم دچار آشفتگی شد. گروهی رهبری جدید چین را پذیرفت و گروه دیگری با رد این پذیرش تعهد خود را نسبت به مائو ثابت کرد و گروه سوم هم مائوئیسم را رد کرد و با حزب کار آلبانی متحد شد.

## نظریه مائوئیسم
بر خلاف گونه‌های قبلی مارکسیسم - لنینیسم که طبقه کارگر (پرولتاریا) شهری به عنوان اصلی‌ترین منبع انقلاب تلقی می‌شد و ده‌های اطراف نادیده گرفته می‌شدند، مائو، جامعه روستایی را به عنوان اصلی‌ترین نیروی انقلابی شناخت و گفت می‌تواند توسط پرولتاریا و پیشتازانش، حزب کمونیست چین رهبری شود. یک مدل موفق جنگ ممتد مردم روستایی کمونیست در دهه‌های ۱۹۲۰ و ۱۹۳۰ بود که نهایتاً حزب کمونیست چین را به قدرت رساند. علاوه بر این، بر خلاف دیگر گونه‌های مارکسیسم و لنینیسم که رشد صنعتی در مقیاس بزرگ، به عنوان یک نیروی مثبت انگاشته می‌شد، مائوئیسم رشد و توسعه روستایی را به عنوان اولویت خود برگزید. مائو احساس می‌کرد این راهکار در جامعه‌ای که بیشتر مردمش روستایی هستند، حداقل در مراحل اولیه سوسیالیسم موفق خواهد بود.
بر خلاف بسیاری از ایدئولوژی‌های سیاسی دیگر که شامل دیگر سوسیالیست‌ها و مارکسیست‌ها هم می‌شود، مائوئیسم شامل یک نظریه نظامی اساسی (ضروری) است و به‌طور واضح ایدئولوژی سیاسی اش را با استراتژی نظامی پیوند می‌دهد. در تفکر مائوئیسم، «نیروی سیاسی از لولهٔ اسلحه می‌آید» (یکی از گفته‌های مائو) و مردم روستایی را می‌توان بسیج کرد تا «جنگی مردمی» را در یک نبرد مسلحانه که شیوهٔ جنگ چریکی را در سه مرحله به کار می‌گیرد، شروع کنند.
1. تجمع روستاییان و افزایش همکاری بین سازمان‌های جنگ چریکی است.
2. ؟# تغییر به شیوهٔ جنگ سنتی و معمول است.

دکترین نظامی مائوئیست جنگجویان چریکی را به تمامی تشبیه می‌کند که در دریایی از روستاییان (که پشتیبانی لجستیکی را تأمین می‌کنند) شنا می‌کنند.
مائوئیسم بر «بسیج عمومی انقلابی» (بسیج فیزیکی اکثریت گسترده‌ای از یک جمعیت در تلاش برای سوسیالیسم)، مفهوم دموکراسی جدید و تئوری نیروهای تولیدکننده که در مورد صنایع کوچک روستایی و مستقل از دنیای بیرون است (به یک پوشش رو به جلو مراجعه کنید)، تأکید می‌کند. در مائوئیسم، سازماندهی نیروی مردمی نظامی و اقتصادی برای دفاع از منطقه انقلابی در مقابل تهدیدات خارجی ضروری است، در حالی که تمرکز گرایی با انقلابیون هنرها و علوم آن منطقه، فساد را تحت یک مفهوم کلیدی که مائوئیسم را از دیگر ایدئولوژی‌های چپ‌گرا (به جز مارکسیسم – لنینیسم) جدا می‌کند، این عقیده‌است که کشمکش طبقاتی در طول هر دورهٔ سوسیالیست (اجتماعی) به دنبل تضاد خصمانه بنیادی موجود بین سرمایه‌داری و کمونیسم، ادامه می‌یابد. حتی هنگامی که پرولتاریا (طبقه کارگر) از طریق یک انقلاب سوسیالیستی قدرت حکومت را به دست گرفته‌است، نیروی بالقوه برای حفظ کاپیتالیسم در دست طبقه بورژوا است. در واقع، جمله مشهوری دارد که: «حق با بورژوازی (در یک کشور سوسیالیست) است، اما فقط درون خود حزب کمونیست»، یعنی اینکه اگر جلو سران فاسد این حزب گرفته نشود، سوسیالیسم را دگرگون و وارونه خواهند کرد. دلیل اصلی انقلاب بزرگ فرهنگی پروتالیا نیز همین بود که در آن مائو مردم را مجبور کرد تا «ادارات مرکزی این حزب را بمباران کنند!» و کنترل حکومت را به زور از بروکرات‌هایی مانند لیو شائوکی و دنگ ژیائوپینگ که تصور می‌شد در مسیر کاپیتالیسم حرکت می‌کند، بستانند.
این شبیه به تئوری «استالینی» شدت گرفتن نزاع طبقاتی تحت تأثیر سوسیالیسم است. خلاصه تئوری‌های مائو را در کتاب سرخ که به عنوان آموزش انقلابی به هر شخص در چین داده می‌شد، می‌توان یافت. این کتاب شامل نقل قول‌هایی از مائو، از اولین روزهای انقلاب تا اواسط دههٔ ۱۹۶۰، درست قبل از شروع انقلاب فرهنگی است.

## مائوئیسم در چین

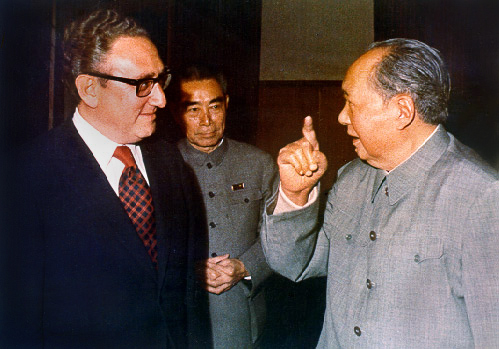
مائو در کنار هنری کسینجر و ژائو انلای؛ پکن، ۱۹۷۲.

از زمان مرگ مائو زدانگ در ۱۹۷۶، و اصلاحات دنگ ژیائوپینگ که در سال ۱۹۷۸ آغاز شد، نقش ایدئولوژی مائو در جمهوری خلق چین بسیار تغییر کرده‌است. با وجود اینکه تفکر مائو زدانگ، اسماً ایدئولوژی حکومت باقی‌مانده نصایح دنگ برای بیرون کشیدن حقیقت از واقعیت به این معناست که سیاست‌های دولت بیشتر بر مبنای پیامدهای عملی آن‌ها تعیین می‌شوند و نقش ایدئولوژی او در تعیین سیاست‌ها به‌طور قابل توجهی کاهش یافته‌است. دنگ همچنین مائو را از مائوئیسم جدا کرد، و این با روشن ساختن این مطلب بود که: مائو لغزش پذیر بود و حقیقت مائوئیسم از مشاهدهٔ پیامدها و عواقب اجتماعی سیاست‌ها و نه بر اساس نقل قول‌های مائو به عنوان نوشته مقدس آن طور که در زمان حیاتش بود، سرچشمه می‌گیرد.
علاوه بر این، قوانین این حزب برای اهمیت دادن بیشتر به اندیشه‌های عملگرایانه دنگ ژیائوپینگ مجدداً نوشته شده‌است. پیامد چنین کاری می‌تواند این باشد که: افرادی که خارج از چین خود را مائوئیست معرفی می‌کنند، تصور می‌کنند چین تفکرات مائوئیستی خود را رها کرده و مجدداً به کاپیتالیسم روی آورده‌است و هم درون چین و هم خارج از آن عدهٔ زیادی بر این باورند که چین مائوئیسم را رها کرده‌است. با این حال، در حالی که مورد سؤال قرار دادن اعمال مائو و صحبت در مورد افراط‌هایی که به نام مائوئیسم تمام شد، مجاز است، اما زیر سؤال بردن اعتبار مائوئیسم یا سؤال در مورد اینکه آیا اعمال جاری و فعال حزب کمونیست چین هنوز «مائوئیستی» هستند یا نه، ممنوع است.
با وجود اینکه تفکر مائو زدانگ، هنوز به عنوان یکی از چهار اصول عمده جمهوری خلق چین است، نقش تاریخی آن بازبینی شده‌است. اکنون حزب کمونیست می‌گوید: مائوئیسم برای جدا کردن چین از گذشته فئودالش ضروری بود، اما به نظر می‌رسد اعمال مائو در طول انقلاب فرهنگی به درجه افراط رسیده باشند. دیدگاه رسمی این است که چین اکنون به یک مرحله اقتصادی، سیاسی به نام مرحله عمده سوسیالیسم رسیده که در آن چین با مشکلات جدید و متفاوتی روبروست که اصلاً توسط مائو پیش‌بینی نشده بود و به همین دلیل، راه حل‌های مائو دیگر برای حل مشکلات جاری و شرایط کنونی چین مناسب نیستند.
هم منتقدان مائوئیست که خارج از چین هستند و بیشتر عالمان غربی این بازتعریف مائوئیسم را به منزله فراهم آوردن توجیه ایدئولوژیکی برای آنچه به عنوان بازگشت مجدد پایه‌های اصلی کاپیتالیسم در چین توسط دنگ و پیروانش می‌پندارند، تلقی می‌کنند.
خود مائو توسط حزب کمونیستی چین به عنوان یک «رهبر انقلابی بزرگ» پنداشته می‌شود و این به خاطر نقش او در مبارزه با ژاپنی‌ها و ایجاد جمهوری خلق چین است، اما مائوئیسمی که بین سال‌های ۱۹۵۹ تا ۱۹۷۶ در چین به کار بسته شد، توسط همین حزب به عنوان یک فاجعه اقتصادی و سیاسی پنداشته می‌شود. در روزگار دنگ، حمایت از مائوئیسم رادیکال (افراطی) به عنوان یک «انحراف چپ‌گرا و قرار گرفتن بر بروی کیش شخصیت بود، هر چند این» خطاها رسماً به گروه چهار و نه به خود مائو، نسبت داده می‌شود.
با وجود اینکه این تقسیم‌بندی‌ها و منازعات ایدئولوژیکی، در آغاز قرن ۲۱ کمتر کارایی دارند، چنین بحث‌ها و تقسیم‌بندی‌هایی هنگامی که دولت چین بر سر این دوراهی بود که چگونه می‌تواند بدون نابود کردن حقانیت و مشروعیت خودش به اصلاحات اقتصادی اجازهٔ پیشروی دهد، بسیار مهم بود و بسیاری بر این عقیده‌اند که قسمت اعظمی از موفقیت دنگ در راه‌اندازی اصلاح اقتصادی چین مدیون توانایی او در توجیه آن اصلاحات در چارچوب مائوئیست بود.
امروزه، بعضی مورخان مائوئیسم را ایدئولوژی می‌پندارند که توسط مائو تولید شد و به منظور رسیدن او به قدرت طراحی شده بود. دید رسمی دولت چین این بود که، مائو، مائوئیسم را برای کسب قدرت ایجاد نکرد، بلکه پس از مدتی مائو و اطرافیانش می‌توانستند مائوئیسم را برای ایجاد یک کیش شخصیت به کار گیرند.
هم دید رسمی حزب کمونیستی چین و هم نظر عموم مردم در چین این است که، دورهٔ اخیر حکومت مائو برای کشور یک فاجعه بوده‌است. تعداد انسان‌هایی که به خاطر سیاست‌های مائو جان خود را از دست دادند هنوز بسیار بحث برانگیزند. (برای تحقیق بیشتر در زمینه این دوره به مقاله انقلاب فرهنگی مراجعه کنید)
هنوز، بسیاری از مردم به خاطر از دست رفتن استخدام تضمین شده، آموزش، بهداشت و دیگر فایده‌های انقلاب که نتیجه این اقتصاد سود محور است، متأثر هستند. این موضوع را می‌توان در نو-چپ‌گرایی چینی که اکنون می‌کوشد چین را به دوران روزهای بعد از مائو و قبل از دنگ نزدیک کند، می‌توان دید.
برخی از دانشمندان غربی بر این باورند که صنعتی شدن سریع و بهبود نسبتاً سریع چین پس از دوره جنگ‌های داخلی ۱۹۴۹–۱۹۱۱ تأثیر مثبت مائوئیسم بود و روند رشد و توسعه آن را مقابل آسیای جنوب شرقی، روسیه و هند می‌دانند.

## مائوئیسم در سطح بین‌المللی

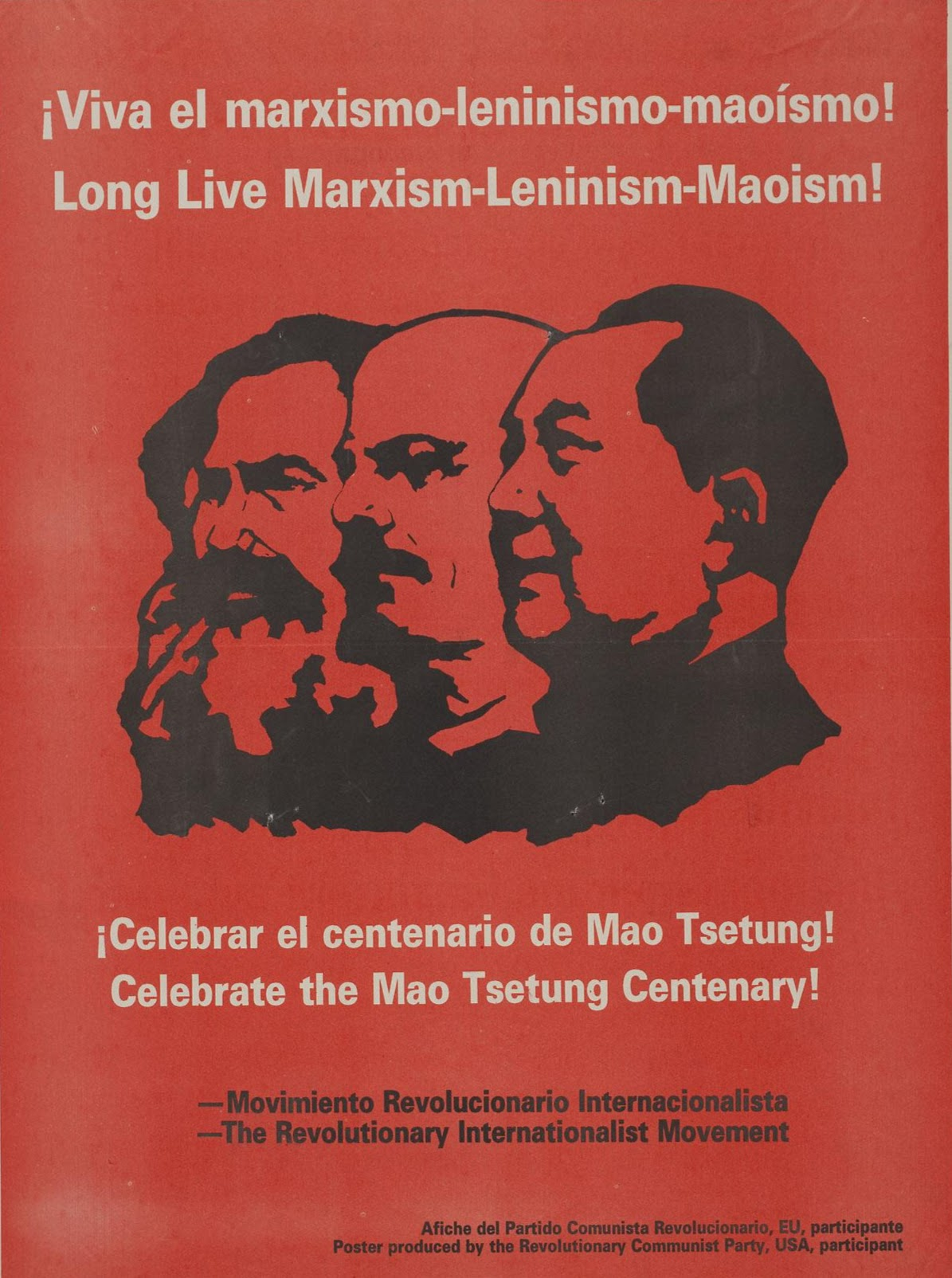
رهبران مائوئیسم

از ۱۹۶۲ به بعد، مبارزه با سلطه شوروی در جنبش جهانی کمونیست که توسط حزب کمونیست چین انجام می‌شد، منجر به ایجاد تقسیماتی در حزب‌های کمونیست در سرتاسر دنیا گردید.
در آغاز، حزب کارگر آلبانی از حزب کمونیست چین (CPC) حمایت کرد. بسیاری از گروه‌های غیر انشعابی رایج دیگر از قبیل حزب‌های کمونیستی در آسیای جنوب شرقی مانند حزب کمونیستی برمه(میانمار)، حزب کمونیست تایلند، حزب کمونیست اندونزی نیز همین کار را کردند. برخی حزب‌های آسیایی مانند حزب کمونیستی ویتنام و حزب کارگران کره سعی کردند موضعی میانه‌رو را پیش گیرند.
در غرب و جنوب، خیل کثیری از احزاب و سازمان‌ها تشکیل شدند که پیوستگی خود را با CPC اعلام کردند. آن‌ها برای اینکه خود را از احزاب کمونیستی سنتی طرفدار شوروی جدا کنند، اسمهایی مانند «حزب کمونیست مارکسیست-لنینیست» یا «حزب کمونیستی انقلابی» برای خود انتخاب می‌کردند. جنبش‌های طرفدار CPC، در موارد بسیاری، بر پایه رادیکالیسم دانش جویی و دانش آموزی که دنیا را در دهه‌های ۱۹۶۰ و ۱۹۷۰ قرار گرفته بود، بنا شده بودند.
فقط یک حزب سنتی کمونیستی از دنیای غرب از CPC حمایت کرد و آن حزب کمونیستی نیوزلند بود. تحت رهبری CPC و مائو زدانگ، یک جنبش کمونیستی بین‌المللی موازی برای مقابله با شوروی‌ها (منظور طرفداران شوروی است) پدید آمد، با این وجود هیچگاه مانند احزاب طرفدار شوروی، نظم و یکپارچگی مطلوب را به دست نیاورد.
پس از مرگ مائو در ۱۹۷۶ و مبارزات مختلف برای قدرت در چین، جنبش بین‌المللی مائوئیست تقریباً به سه قسمت تقسیم شد. یک گروه از رهبری جدید چین، دنگ ژیائوپینگ حمایت (نه لزوماً با اشتیاق فراوان) کرد. گروه دیگری، رهبری جدید را به عنوان خیانت به تفکر مارکسیستی - لنینیستی مائو زدانگ به باد انتقاد گرفتند و گروه سوم با انتقاد از نظریه سه جهان CPC، از آلبانی‌ها حمایت کردند. (مراجعه کنید به شکاف چینی-آلبانی)
شاخه حامی آلبانی‌ها که تحت رهبری انور خوجه و APL بود، با جهت‌گیری مخصوص به خود، شروع به فعالیت در سطح بین‌المللی کرد. این جهت‌گیری قادر بود بیشتر گروه‌های موجود در آمریکای لاتین، از قبیل حزب کمونیست برزیل را با هم در بیامیزد. این شاخه به‌طور افراطی ناهمگون بود.
رهبری جدید چین علاقه به انشعابات خارجی مختلف که از چین مائوئیستی حمایت می‌کرد، نداشت و این جنبش نیز به آشفتگی و بی نظمی کشیده شد. بسیاری از احزابی که قبل از ۱۹۷۵ احزاب دوست (برادر) دولت چین بودند، یا از حمایت خود دست کشیدند، یا به‌طور کلی چین را ترک کردند یا حتی مارکسیسم - لنینیسم را به باد انتقاد گرفتند و به احزاب غیر کمونیستی سوسیال دموکرات تبدیل شدند. آنچه که امروز گاهی از «جنبش بین‌المللی مائوئیستی» از آن یاد می‌شود، از شاخه دوم پدید آمد- احزابی که با دنگ مخالفت کردند و ادعا کردند از میراث مائو نگهداری خواهند کرد.
طی دهه۱۹۸۰، دو تلاش دیگر برای تشکیل گروه‌های مجدد شکل گرفت، یکی حزب کمونیستی فیلیپین بود که کنفرانس بین‌المللی احزاب و سازمان‌های مارکسیستی-لنینیستی (خبرنامه بین‌المللی)(ICMLPO) را به وجود آورد که آن نیز باعث به وجود آمدن جنبش انقلابی بین‌المللی شد که گروه چریکی کمونیستی راه درخشان و حزب کمونیست ایالات متحده نقش عمده‌ای در تشکیل آن داشتند.
کنفرانس بین‌المللی و جهت‌گیری‌های RIM، ادعا کردند از تفکر مارکسیستی- لنینیستی مائو زدانگ حمایت می‌کنند، با وجود اینکه RIM، بعداً این ایدئولوژی را با چیزی که آن را «مارکسیسم-لنینیسم- مائوئیسم» می‌خواند، عوض کرد.
RIM سرانجام از سبب موضع‌گیری منفعلانه و سنتریستی در قبال ظهور رویزیونیسم در حزب کمونیست نیپال (مائوئیست) اتوریته انقلابی خود را از دست داد.
اتحادیه کمونیست‌های کلمبیا (م.ل.م) از جملهٔ نخستین سازمان‌های مائوئیستی جهان بود که رویزیونیسم نیپالی را مورد انتقاد و رد قرار داد. بخش اعظم احزاب و سازمان‌های مائوئیست امروزه به نحوی دچار سنتریسم‌اند. وبسایت راه مائوئیستی که عمدتاً توسط حزب کمونیست مائوئیست ایتالیا گردانده می‌شود، مبین موضع‌گیری رسمی این‌ها است. در برابر آن، شماری از احزاب و سازمان‌های مائوئیست وجود دارند که هم در برابر رویزیونیسم پراجندا و هم در برابر رویزیونیسم حزب کمونیست نیپال (مائوئیست) که منشعب از حزب مادر است، و تحت رهبری موهن بیدیا (کیرن) می‌باشد، موضع گرفته‌اند. در راس این‌ها حزب کمونیست پیرو (راه درخشان) قرار دارد که مواضع بین‌المللی آن بوسیلهٔ جنبش خلقی پیرو در سطح بین‌المللی مطرح می‌شود. حزب کمونیست مارکسیست-لنینیست-مائوئیست {فرانسه} نیز موضع‌گیری ارتدکسی داشته، و در برابر رویزیونیست‌های نیپالی قرار گرفته‌است. این حزب با سازمان کارگران افغانستان (مارکسیست-لنینیست-مائوئیست،عمدتاً مائوئیست) مواضع خیلی نزدیک داشته و با حزب کمونیست مارکسیست-لنینیست-مائوئیست {بنگلادش} نیز مناسبات نزدیک و انترناسیونالیستی دارد. این احزاب و سازمان‌ها، از مائوئیسم و فورمولبندی آن به وسیلهٔ صدر گونزالو دفاع نموده هم در برابر پسا-مائوئیسم باب آواکیان قرار دارند و هم سنتریسم (راه مائوئیست) را رد می‌کنند. در این شمار باید مرکزیت مارکسیستی-لنینیستی-مائوئیستی {بلجیم} (بایگانی‌شده  در ۲۷ ژوئن ۲۰۱۸ توسط Wayback Machine) را افزود. این سازمان با سازمان کارگران افغانستان (مارکسیست-لنینیست-مائوئیست، عمدتاً مائوئیست) مناسبات انترناسیونالیستی پرولتاریایی داشته، و آثار صدر اکرم یاری- خط‌گذار مائوئیسم در افغانستان- را به زبان‌های فرانسوی و آلمانی ترجمه نموده در وبسایت رسمی خویش نشر می‌نماید. احزاب و سازمان‌هایی که از ارتدکسی مائوئیسم دفاع می‌کنند، خواهان ایجاد یک مرکزیت مائوئیسم بین‌المللی منزه از آواکیانیسم و سنتریسم می‌باشند.

## مائوئیسم امروزی
امروزه سازمان‌های مائوئیستی که در RIM جمع شده‌اند، بیشترین طرفداران خود را در آسیای جنوبی دارند و پیشاهنگ مبارزات مسلحانه‌ای هستند که در نپال، هند و بنگلادش اتفاق می‌افتند. مبارزات کمتری نیز در پرو و ترکیه در جریان هستند.
در فیلیپین، حزب کمونیست فیلیپین، که عضو RIM نیست، مبارزهٔ مسلحانه‌ای را به نام ارتش خلق جدید در قسمت نظامی خود رهبری می‌کند.
برزگترین گروه مائوئیست در ایالات متحده گروه وابسته به RIM به نام حزب کمونیست، آمریکا است. یک گروه مهم دیگر نیز سازمان سوسیالیستی راه آزادی است. در آلمان گروه حزب مارکسیست لنینیست آلمان که وابسته به ICMLPO است، بزرگ‌ترین گروه مائوئیستی در این کشور است. گروه دیگری به نام حزب کارگران بلژیک نیز، یکی از گروه‌هایی است که نقش عمده‌ای را در جنبش بین‌المللی کمونیست دارد.
مائوئیسم همچنین یک ایدئولوژی سیاسی مهم در نپال است؛ در آنجا، شورش مائوئیستی در قالب مبارزه علیه ارتش شاهنشاهی نپال و دیگر حامیان پادشاهی خود را نشان می‌دهد. حزب کمونیستی نپال (مائوئیست) در حال ورود به یک حکومت موقت در خلال یک مجمع رأی دهنده ملی است.

## راهکار نظامی
مائو، حتی توسط کسانی که با اندیشه‌های سیاسی یا اقتصادی آن مخالف هستند، یک استراتژیست باهوش و کارآمد تلقی می‌شود. نوشته‌های او در مورد جنگ چریکی، به خصوص در نوشته مشهور به نام «در مورد جنگ چریکی» و اندیشه جنگ ملت اکنون به عنوان منبع اصلی مطالعه در مورد جنگ چریکی (هم برای کسانی که می‌خواهند جنگ چریکی انجام دهند، هم برای آنان که می‌خواهند ضد جنگ‌های چریکی فعالیت کنند) تلقی می‌شود.
در مورد اندیشه‌های اقتصادی و سیاسی او، به نظر می‌رسد اندیشه‌های نظامی مائوئیستی برای آغاز قرن ۲۱ در خارج از جمهوری خلق چین بیشتر از داخل آن کاربرد و مصداق داشته باشد.
یک موافقت جمعی در داخل و خارج چین مبنی بر اینکه نظامی که چین در قرن بیست و یکم با آن روبروست بسیار متفاوت است از آنچه در دهه ۱۹۳۰ با آن روبرو بود، وجود دارد.
در نتیجه، در ارتش آزادی‌بخش خلق بحث زیادی در مورد اینکه آیا نظریه‌های نظامی مائو را باید به اندیشه‌های نظامی قرن بیست و یکم، به ویژه اندیشه انقلاب در امور نظامی ربط داد یا نه و چگونگی آن، در جریان بوده‌است.

## انقلاب‌ها
- مقاله‌ای درباره «مائوئیست در نپال» از وبگاه گرو تحلیل آسیای جنوبی
- اطلاعاتی درباره حزب کمونیست فیلیپین، ارتش خلق جدید و انقلاب در فیلیپین